# Grace Tubwita
Grace Tubwita Bagaya Bukenya (nhũ danh Grace Tubwita), thường được gọi là Grace Tubwita, là một nữ chuyên gia lập kế hoạch vật lý và chính trị gia người Uganda. Bà là Chủ tịch của Viện quy hoạch vật lý Uganda.

## Bối cảnh và sự nghiệp
Grace Tubwita sinh ra ở quận Nakasongola và cô nói được tiếng địa phương. Bà đã đại diện cho quận trong quốc hội Uganda hai lần liên tiếp; trong Quốc hội 7 (2001 đến 2006) và Quốc hội 8 (2006 đến 2011), về đảng chính trị Phong trào Kháng chiến Quốc gia (NRM) cầm quyền. Bà mất ghế trong cuộc bầu cử sơ bộ NRM 2010,khi thua Margaret Komuhangi, người đang đương nhiệm, người mà bà đã đánh bại hai lần, vào năm 2003 và 2015.

## Những cương vị khác
Tubwita nằm trong ban giám đốc của một số công ty trong đó có Công ty Dầu Quốc gia Uganda, công ty dầu quốc gia của nhà nước. Bà cũng là thành viên hội đồng quản trị của Cơ quan Lâm nghiệp Quốc gia (NFA), một cơ quan khác thuộc sở hữu của chính phủ, theo tuyên bố của Bộ trưởng Bộ Thông tin và Hướng dẫn Quốc gia, Rose Namayanja, vào ngày 17 tháng 7 năm 2014. Vào tháng 9 năm 2016, Tubwita Grace Bagaya Bukenya đã được trao tặng "Huân chương danh dự của Quốc hội" để công nhận công tác chính trị nghị viện của bà cho Uganda.